# 小澤瑶生
小澤 瑶生（おざわ たまお、1985年5月16日 - ）は、日本の元プロボクサー。現姓：岸本（きしもと）。第8代WBO女子世界スーパーフライ級王者。第5代OPBF女子東洋太平洋スーパーフライ級王者。フュチュール所属。

## 来歴
長野県上伊那郡辰野町出身。小学校ではバレーボール選手、中学から大学まではバスケットボール選手だった。佐久長聖高校でウィンターカップ、拓殖大学でインカレベスト4、オールジャパンを経験。大学の同期に天津希、林田明佳、春日流いら。
卒業後は実業団入りを断念し、ニュージーランド留学した後、京都大学に進学した弟を心配する両親に頼まれて京都に移住、2010年に偶然通りかかったフュチュールに入門してエクササイズ目的でボクシングを始める。なお、弟は同年に22歳で死去。
まずアマチュアに籍を置き2011年には全日本女子選手権にてベスト4まで進むが、東日本大震災のため中止。ロンドンオリンピック強化合宿にも参加。

### プロボクサー時代
2011年8月28日、大阪よみうり文化ホールでマイムアン・シットクルシンとプロデビュー戦を行い、2-0（39-38、39-38、38-38）の判定勝ちを収めデビュー戦を白星で飾った。
2013年2月9日、玉森麻保とG Legendスーパーフライ級初代王座決定戦を行い、2-0（59-55、59-56、58-58）の判定勝ちを収め王座獲得に成功した。
2013年8月24日、大阪府立体育会館第2競技場でOPBF女子東洋太平洋スーパーフライ級王者川西友子と対戦し、プロ初黒星となる初回1分51秒TKO負けを喫し王座獲得に失敗した。
12月14日、アゼリア大正にてタンヤコーン・ソー・タンマチャックとノンタイトル8回戦を行い、3-0（78-74、78-75、77-74）の判定勝ちを収め再起を果たした。
2014年3月3日、後楽園ホールでの「G Legend 6」にてカイ・ジョンソン（現在はお笑い芸人のカイちゃん）とG Legendスーパーフライ級チャンピオンシップを行い、1回にダウンを奪うが、2回にダウンを奪われ、2回1分14秒TKO負けを喫しG Legend王座の初防衛に失敗、王座から陥落した。
2014年9月20日、アゼリア大正にて前の試合で高野人母美にプロ初黒星を付けたカイ・ジョンソンとノンタイトル8回戦を行い、2-1（77-76、77-76、76-77）の判定勝ちを収め6ヵ月ぶりの再戦で雪辱を果たした。

#### 東洋太平洋王座獲得
2015年4月3日、大阪府立体育会館第2競技場で川西友子の引退に伴いぬきてるみ（貫輝美より改名）とOPBF女子東洋太平洋スーパーフライ級王座決定戦を行い、2-1（77-76、76-77、77-75）の判定勝ちを収め王座獲得に成功した。
2015年9月16日、島津アリーナ京都にてカレアン・リバスとノンタイトル6回戦を行い、3-0判定で勝利。
2015年12月19日、初となる海外試合としてスリランカ・コロンボのマハラジャTVステインスタジオでグレーペッ・ルークムアンカンとノンタイトルを行い、3回終了TKO勝利。
2016年5月15日、メキシコシティでWBC女子インターナショナルスーパーフライ級王座と同級世界王座挑戦権を懸けて元WBC世界王者マリアナ・フアレスと対戦。しかし、試合は90-100×3のフルマークで敗れる。
2016年8月24日、島津アリーナ京都にてスーダ・サックナロンを4回TKOで退け再起を果たす。
2016年12月31日、島津アリーナ京都にて小関有希と対戦し3-0に判定で勝利。

#### 世界王座初挑戦
2017年5月14日、島津アリーナ京都にて初の世界挑戦として元WBO女子世界ミニマム級王者の弘蘇云とのWBO女子世界ライトフライ級王座決定戦に挑むが、1-2判定で敗れ世界初挑戦失敗。
2017年10月1日、KBSホールにて元WBC女子世界ミニマム級暫定王者の許恩栄を5回TKOで退け再起成功。

#### 2度目の世界王座挑戦
2018年3月10日、ドイツ南西部のカールスルーエにてWBO女子世界スーパーフライ級王座決定戦として同シルバー王者ラジャ・アマシェと対戦も0-3判定で敗れ2度目の王座挑戦も実らず。
2018年7月29日、KBSホールにてタイ女子王者のファルナック・コンサングを判定で降し再起成功。
2018年11月25日、KBSホールにて世界王座挑戦歴を有するアイサー・アリコにTKO勝利。

#### 日本王座獲得
2019年4月14日、KBSホールにて日本女子フライ級王座を懸けて元PABA女子スーパーフライ級王者の朴惠秀と対戦し、3-0（58-55、59-54、60-53）の判定で勝利し日本王座獲得。なお、この試合は同年3月に解禁されたOPBF東洋太平洋ランカーの日本タイトル挑戦の適用第1号となった。
この試合後、産休に入る。

#### 世界王座獲得
2022年5月30日、後楽園ホールにて復帰戦として吉田実代が持つWBO女子世界スーパーフライ級王座に挑戦し、2-1の判定で勝利を収め、3度目の挑戦で悲願の世界王座を獲得した。また、フュチュールにとっては歴代5人目であり、2018年7月29日に池山直が陥落して以来約3年10か月ぶりとなる世界王者誕生となった。
2022年8月28日、KBSホールで行われたフュチュール主催興行でラウンドガールを務めた。

### 引退
2022年10月27日付で保持するWBO女子世界スーパーフライ級王座を返上し引退届を提出したことを発表。理由は家族の人生を考えて区切りをつけるため。なお、JBC公認後の女子において世界王座の返上と同時に引退するのは6人目、防衛戦なしは4人目、さらに世界王座初獲得では山田真子に次いで2人目となる。2日前には小澤と同じ長野県出身の女子世界王座経験者である宮尾綾香も引退を表明している。

## 人物
- 普段は昼前に起床し、夕方からジムで練習をして、22時から会員制サパークラブ「selected Repos」で翌日3時まで勤務して明け方に就寝する生活を送る。
- 2018年5月、ピアニスト岸本良平と結婚[28]。岸本は2013年に上記のサパークラブで演奏を始めた[29]。2021年6月12日、第1子となる男児を出産[30]。2023年11月4日、第2子となる次男を出産[31]。

## 戦績
- プロボクシング:22戦 17勝 6KO 5敗

| 戦           | 日付           | 勝敗 | 時間    | 内容    | 対戦相手                           | 国籍       | 備考                                                    |
| ------------ | -------------- | ---- | ------- | ------- | ---------------------------------- | ---------- | ------------------------------------------------------- |
| 1            | 2011年8月28日  | ☆    | 4R      | 判定3-0 | マイムアン・シットクルシン         | タイ       | プロデビュー戦                                          |
| 2            | 2012年2月19日  | ☆    | 2R 1:33 | KO      | 千葉とも子(ワールドスポーツ)       | 日本       |                                                         |
| 3            | 2012年6月22日  | ☆    | 3R 1:01 | TKO     | 隣井朝子(井岡)                     | 日本       |                                                         |
| 4            | 2012年9月16日  | ☆    | 6R      | 判定3-0 | 玉森麻保(エディタウンゼント)       | 日本       |                                                         |
| 5            | 2013年2月9日   | ☆    | 6R      | 判定2-0 | 玉森麻保(エディタウンゼント)       | 日本       | G Legendスーパーフライ級初代王座決定戦                  |
| 6            | 2013年8月24日  | ★    | 1R 1:51 | TKO     | 川西友子(大阪帝拳)                 | 日本       | OPBF女子東洋太平洋スーパーフライ級タイトルマッチ        |
| 7            | 2013年12月14日 | ☆    | 8R      | 判定3-0 | タンヤコーン・ソー・タンマチャック | タイ       |                                                         |
| 8            | 2014年3月3日   | ★    | 2R 1:14 | TKO     | カイ・ジョンソン(竹原&畑山)        | 日本       | G Legendスーパーフライ級チャンピオンシップ              |
| 9            | 2014年9月20日  | ☆    | 8R      | 判定2-1 | カイ・ジョンソン(竹原&畑山)        | 日本       |                                                         |
| 10           | 2015年4月3日   | ☆    | 8R      | 判定2-1 | ぬきてるみ(井岡弘樹)               | 日本       | OPBF女子東洋太平洋スーパーフライ級王座決定戦→返上       |
| 11           | 2015年9月16日  | ☆    | 6R      | 判定3-0 | カレアン・リバス                   | フィリピン |                                                         |
| 12           | 2015年12月19日 | ☆    | 3R終了  | TKO     | グレーペッ・ルークムアンカン       | タイ       |                                                         |
| 13           | 2016年5月15日  | ★    | 10R     | 判定0-3 | マリアナ・フアレス                 | メキシコ   | WBC女子インターナショナルスーパーフライ級タイトルマッチ |
| 14           | 2016年8月24日  | ☆    | 4R 0:12 | TKO     | スーダ・サックナロン               | タイ       |                                                         |
| 15           | 2016年12月31日 | ☆    | 6R      | 判定3-0 | 小関有希(協栄)                     | 日本       |                                                         |
| 16           | 2017年5月14日  | ★    | 10R     | 判定1-2 | 弘蘇云                             | 韓国       | WBO女子世界ライトフライ級王座決定戦                     |
| 17           | 2017年9月30日  | ☆    | 5R 1:31 | TKO     | 許恩栄                             | 韓国       |                                                         |
| 18           | 2018年3月10日  | ★    | 10R     | 判定0-3 | ラジャ・アマシエ                   | ドイツ     | WBO女子世界スーパーフライ級王座決定戦                   |
| 19           | 2018年7月29日  | ☆    | 8R      | 判定3-0 | ファルナック・コンサング           | タイ       |                                                         |
| 20           | 2018年11月25日 | ☆    | 3R 0:07 | TKO     | アイサー・アリコ                   | フィリピン |                                                         |
| 21           | 2019年4月14日  | ☆    | 6R      | 判定3-0 | 朴惠秀                             | 韓国       | 日本女子フライ級王座決定戦→返上                         |
| 22           | 2022年5月30日  | ☆    | 10R     | 判定2-1 | 吉田実代(三迫)                     | 日本       | WBO女子世界スーパーフライ級タイトルマッチ→返上          |
| テンプレート |                |      |         |         |                                    |            |                                                         |

## タイトル
- 初代G Legendスーパーフライ級王座
- 第5代OPBF女子東洋太平洋スーパーフライ級王座（防衛0）
- 第2代日本女子フライ級王座
- 第8代WBO女子世界スーパーフライ級王座（防衛0=返上）